# Beaugency
Beaugency is een gemeente in het Franse departement Loiret (regio Centre-Val de Loire). De gemeente telde 7.811 inwoners op 1 januari 2022.

## Geschiedenis
De heerlijkheid Beaugency hing af van de graven van Blois en lag op het grens met het Franse kroondomein. Zij lieten de stad en de burcht versterken om de aanspraken van de Franse kroon op het gebied tegen te gaan. De stad heeft verschillende stadsmuren gehad. De derde stadsmuur werd gebouwd tussen 1118 en 1130. In de 12e eeuw werd een brug over de Loire gebouwd. Omdat dit lange tijd de enige brug was tussen Orléans en Blois, bracht de handel voorspoed voor de stad. In 1292 kwam Beaugency toch rechtstreeks onder de Franse kroon.
In de 15e eeuw kwam de heerlijkheid Beaugency onder het hertogdom Orléans door het huwelijk van Jan van Orléans (1403-1468) met Marie d’Harcourt. Dit was het begin van een nieuwe bloeitijd voor de stad. Jan van Orléans en zijn nakomelingen lieten het kasteel, oorspronkelijk uit de 11e eeuw, verbouwen. Het kasteel bleef in het bezit van de familie Orléans al verbleven zij er niet meer. In 1567 brandde de abdij van Beaugency af en mochten de monniken een tijd in het kasteel verblijven. Daarna kwam het stadsbestuur in het kasteel.
Na de Franse Revolutie werden de kerken Saint-Firmin uit de 11e eeuw en de Saint-Nicolas uit de 15e eeuw afgebroken. Het kasteel van Beaugency, nog altijd in het bezit van de familie Orléans, werd aangeslagen en verkocht als nationaal goed. Tussen 1838 en 1927 werden er landlopers opgesloten. Beaugency had sinds de middeleeuwen een rivierhaven op de Loire. Deze haven verloor haar belang na de opening van het treinstation op de lijn Orléans - Tours. Aan het einde van de 19e eeuw werd een markthal gebouwd. 

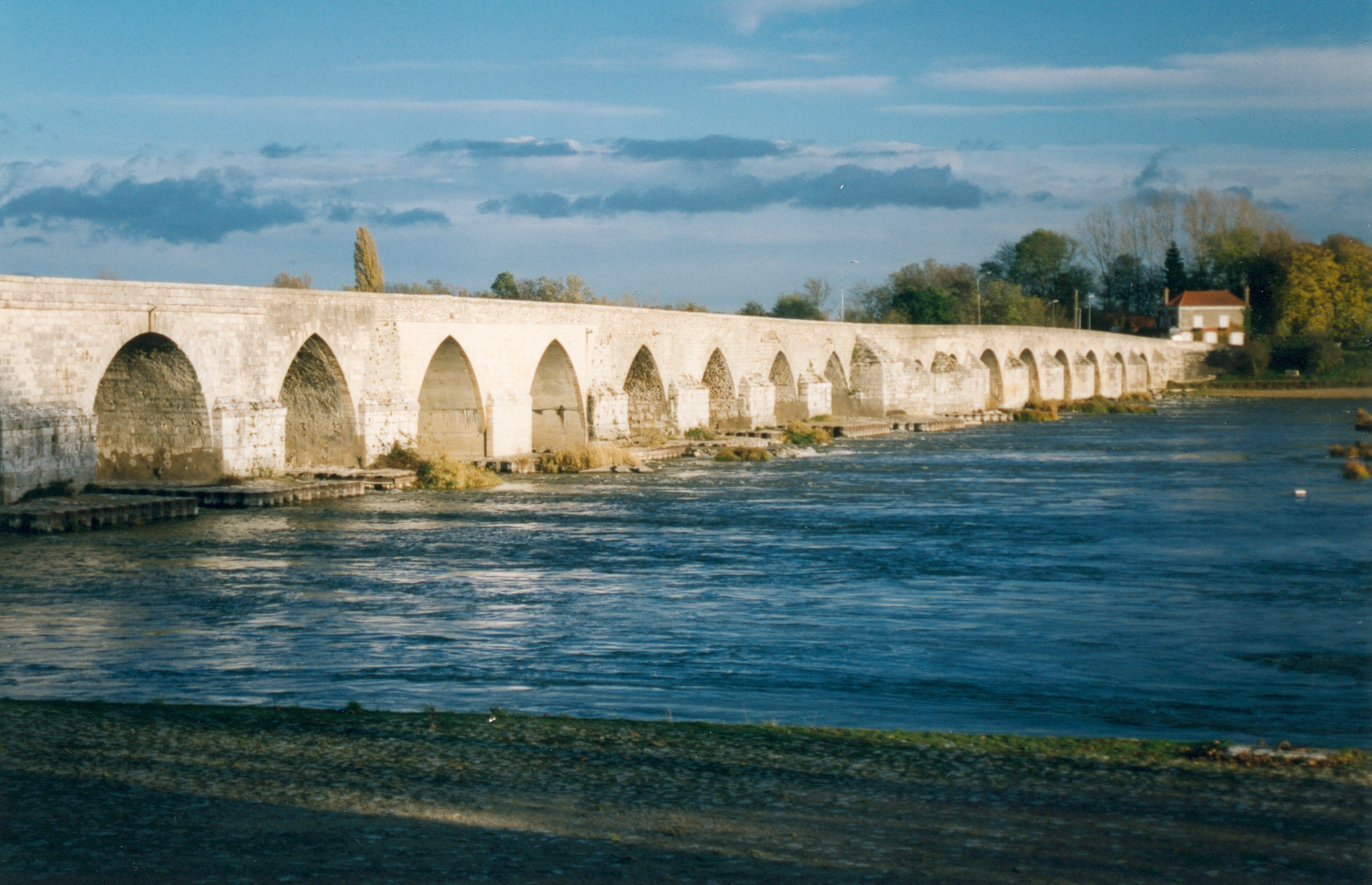
Brug over de Loire

## Geografie
De oppervlakte van Beaugency bedroeg op 1 januari 2022 16,45 vierkante kilometer; de bevolkingsdichtheid was toen 474,8 inwoners per km². De Loire stroomt door de gemeente. Het stadscentrum ligt op de rechteroever. Op de linkeroever is een natuurgebied en natuurlijk overstromingsgebied van 50 ha, Rives de Beaugency, dat erkend is als Natura 2000-gebied.

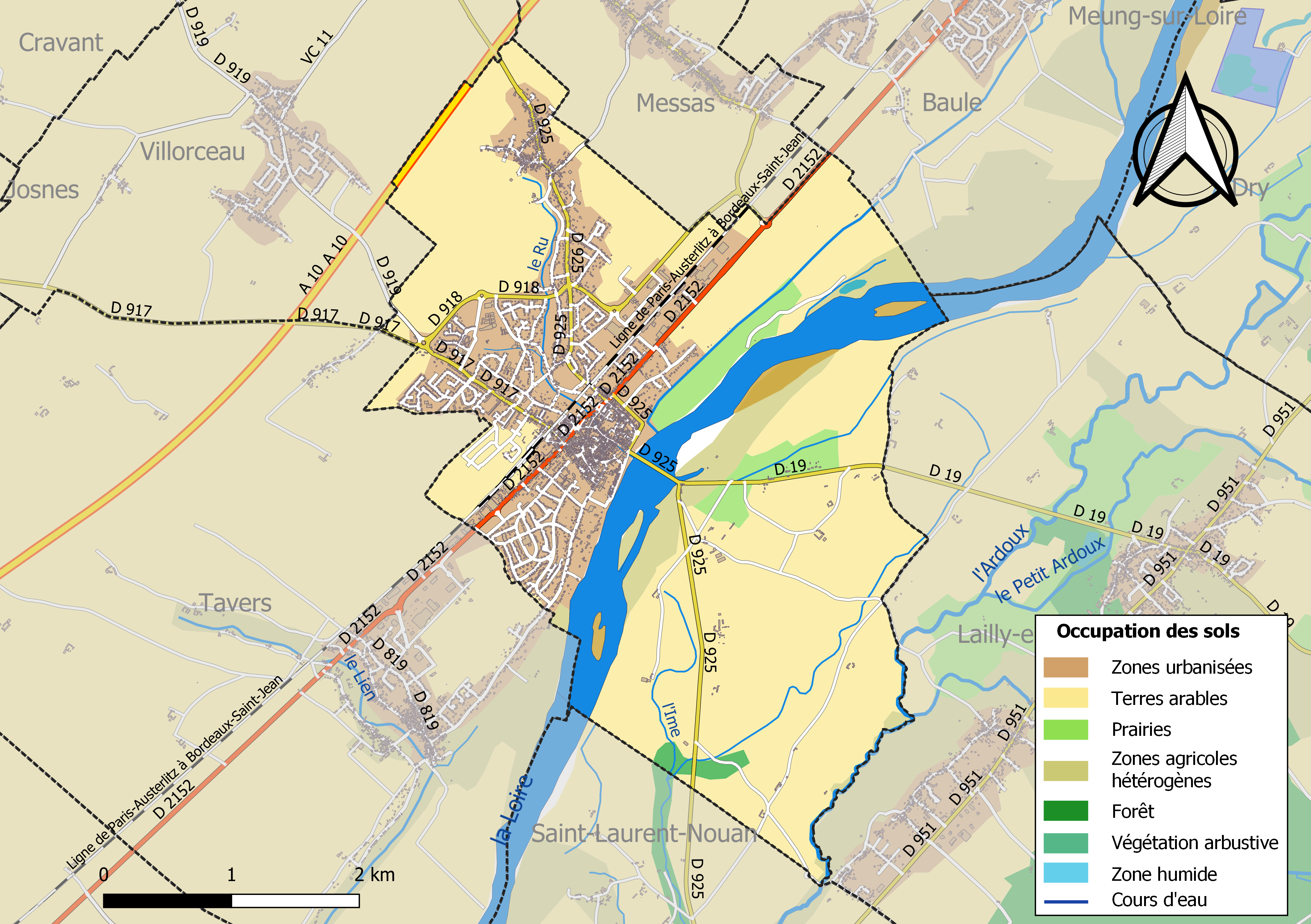
Kaart van de gemeente met de belangrijkste infrastructuur, bodemgebruik en omliggende gemeenten

## Demografie
Onderstaande figuur toont het verloop van het inwoneraantal van Beaugency vanaf 1962.

Bron: Frans bureau voor statistiek. Cijfers inwoneraantal volgens de definitie population sans doubles comptes (zie de gehanteerde definities)

## Bezienswaardigheden
- Tour de César, donjon uit de 11e eeuw;
- Kasteel van Beaugency, oorspronkelijk uit de 11e eeuw;
- Brug uit de 12e eeuw; deze is 435 m lang;
- Stadhuis (ca. 1525) in renaissancestijl;
- Kerk Notre-Dame in romaanse stijl, oorspronkelijk de abdijkerk;
- Kerk Saint-Étienne (11e eeuw) in romaanse stijl;
- Clocher of Tour Saint-Firmin, klokkentoren van de afgebroken kerk Saint-Firmin.[6]

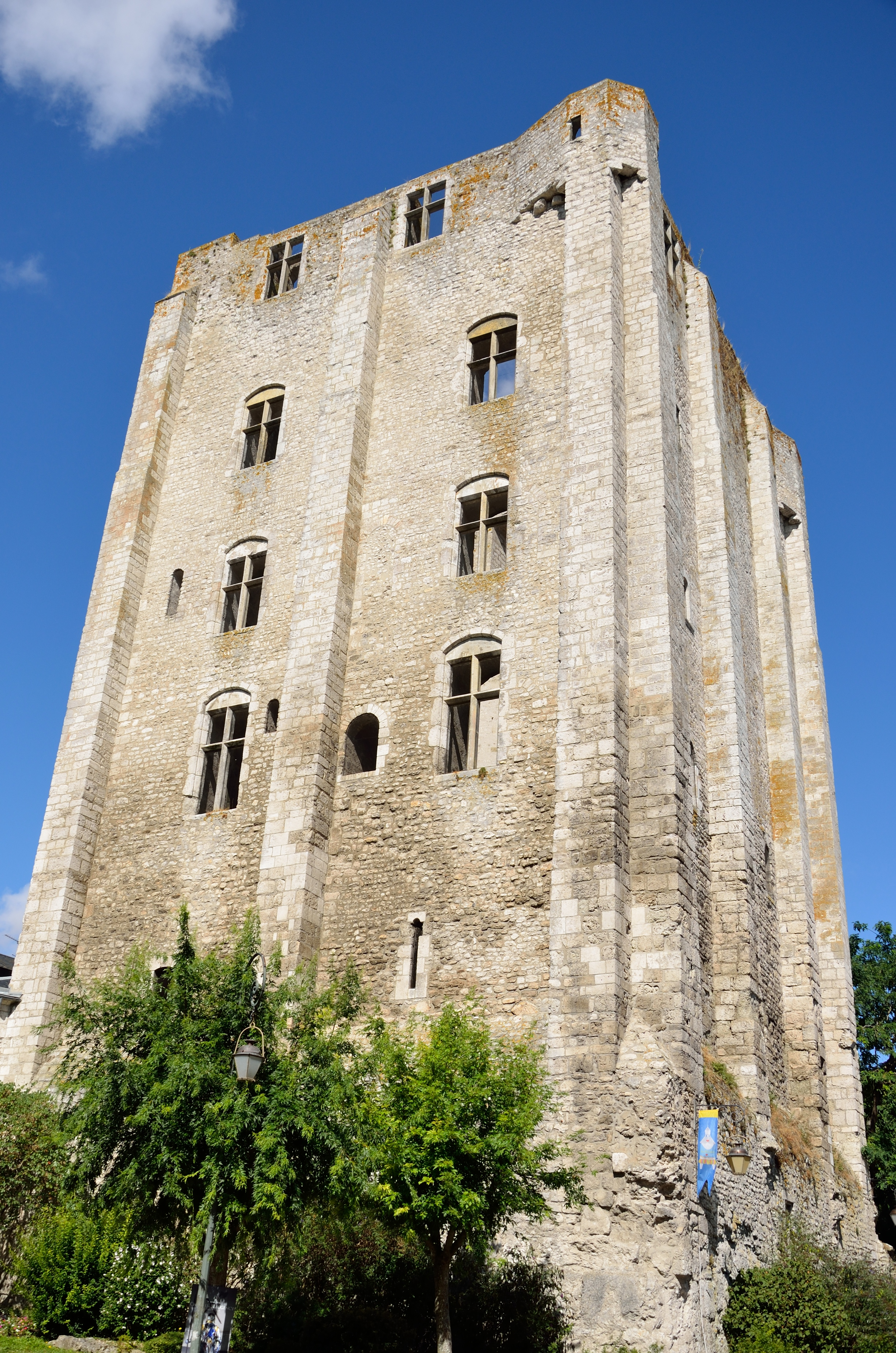
Tour de César
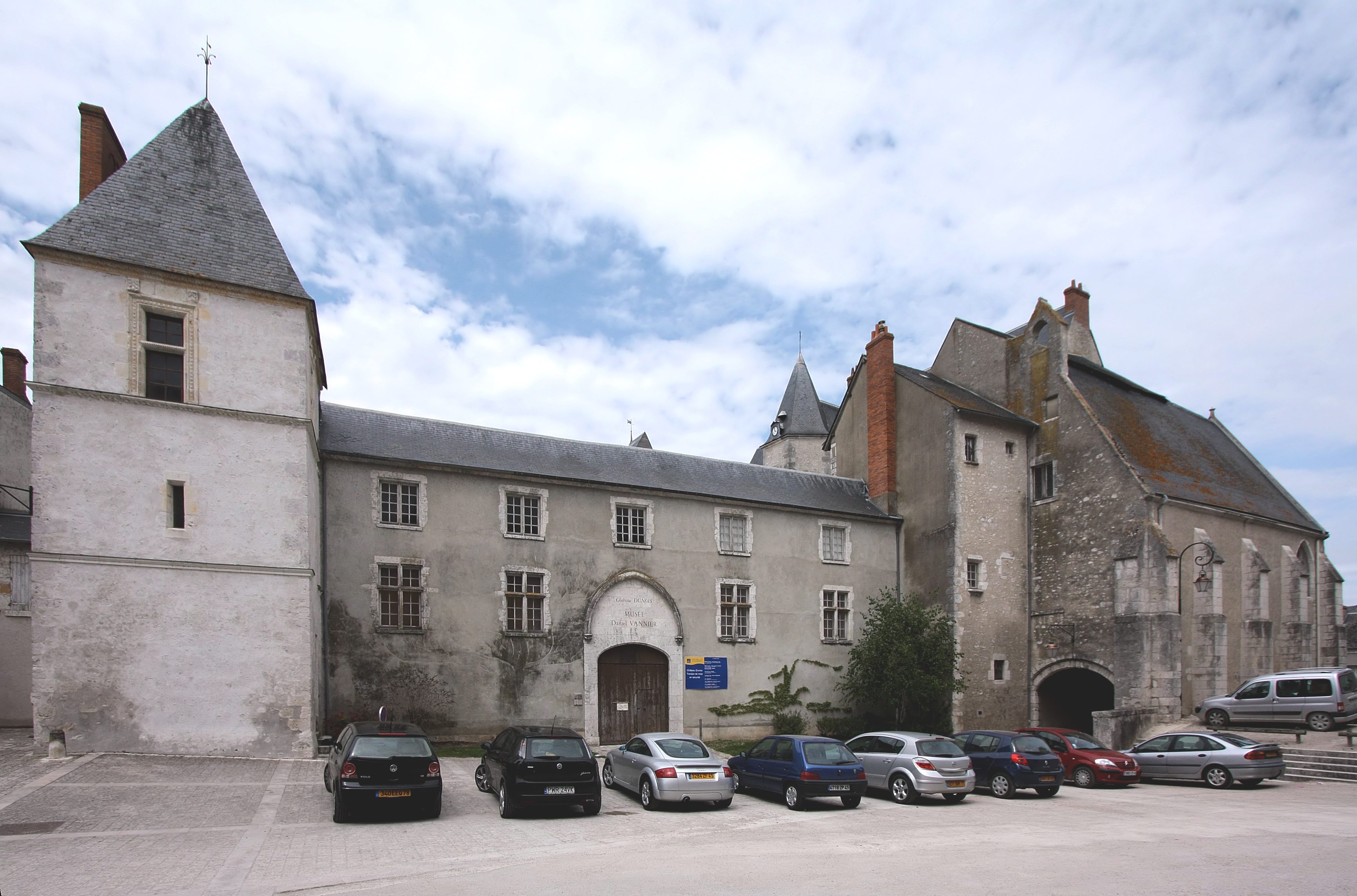
Kasteel
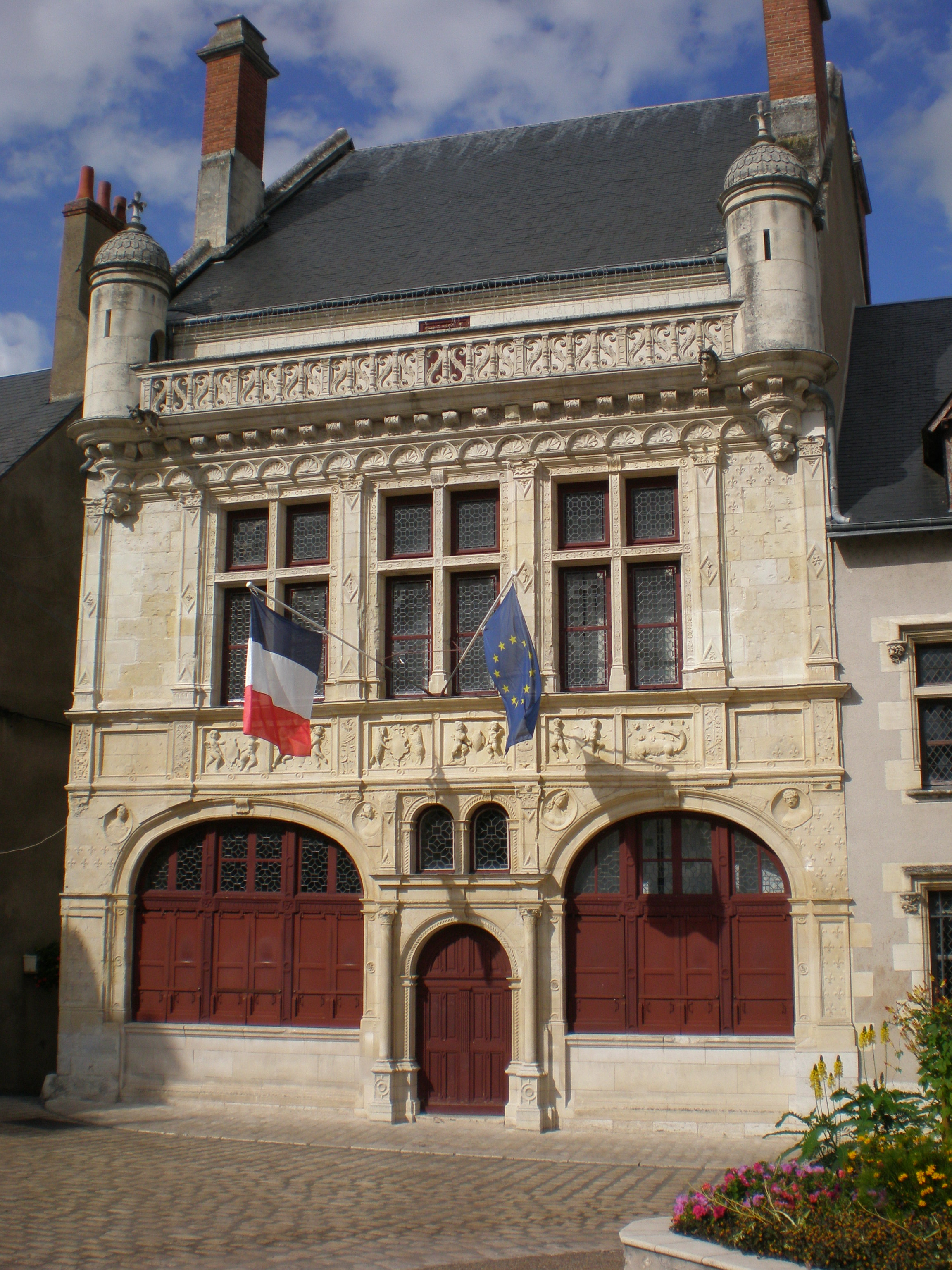
Stadhuis
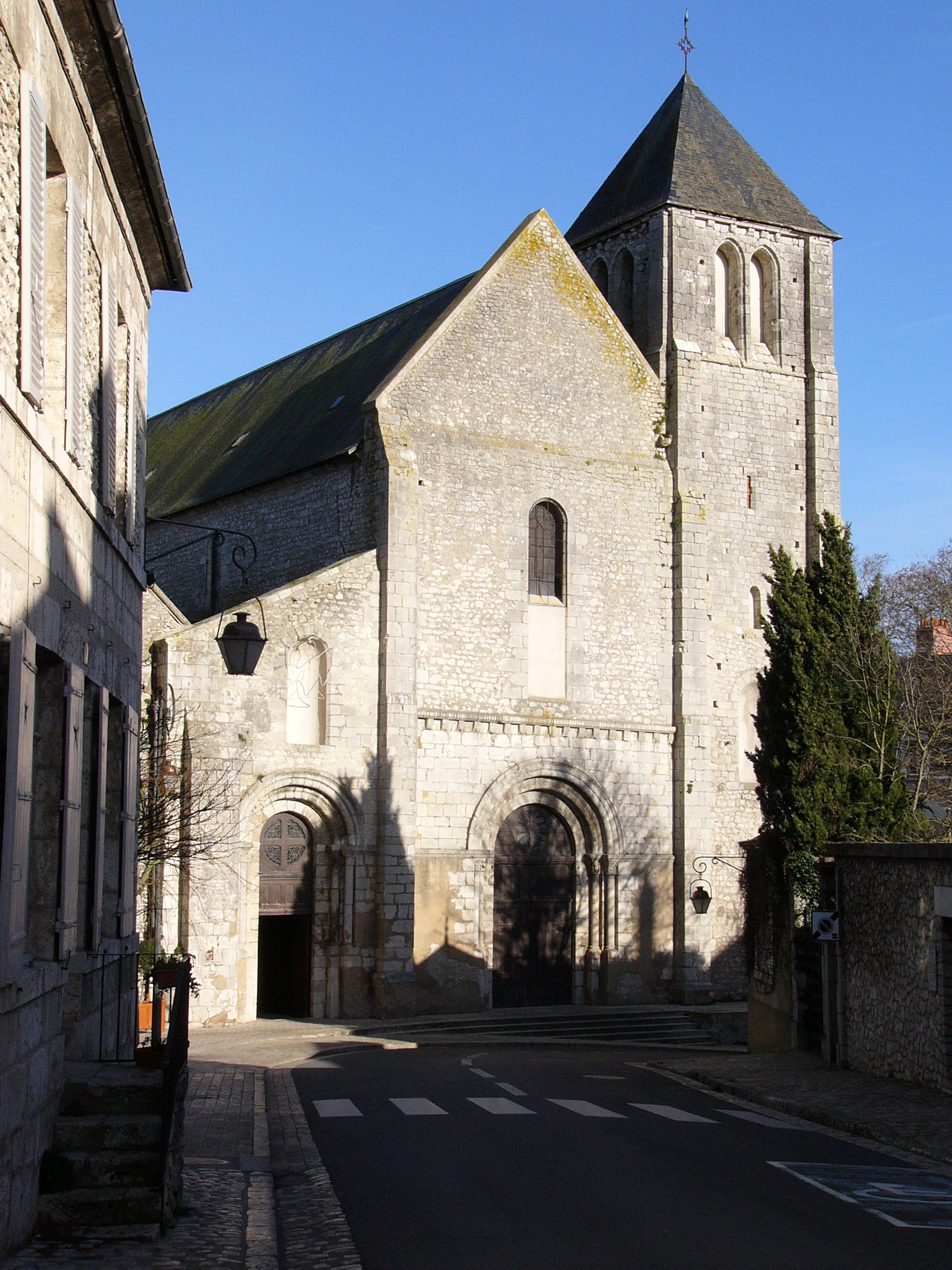
Abdijkerk Notre-Dame
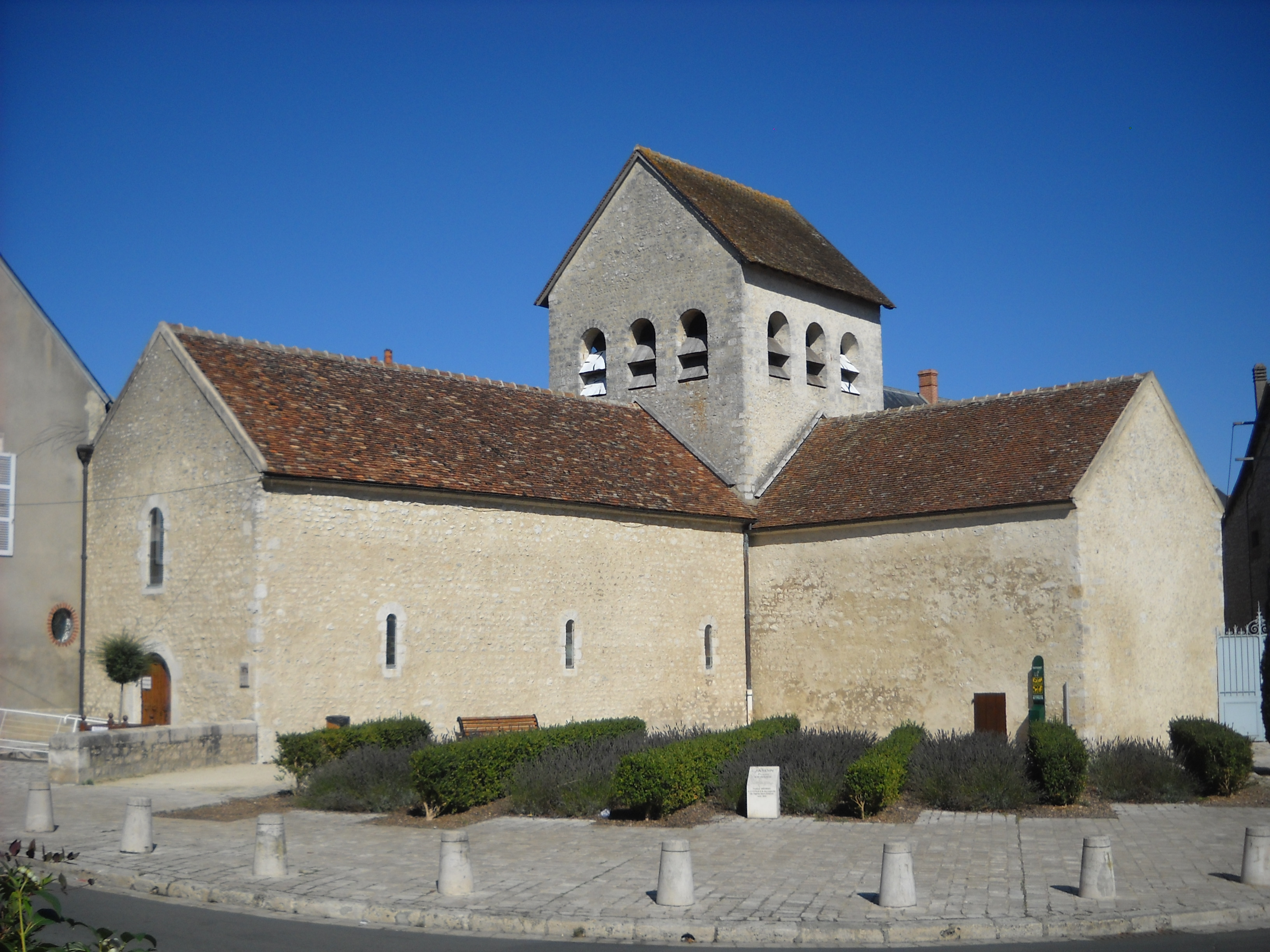
Kerk Saint-Étienne
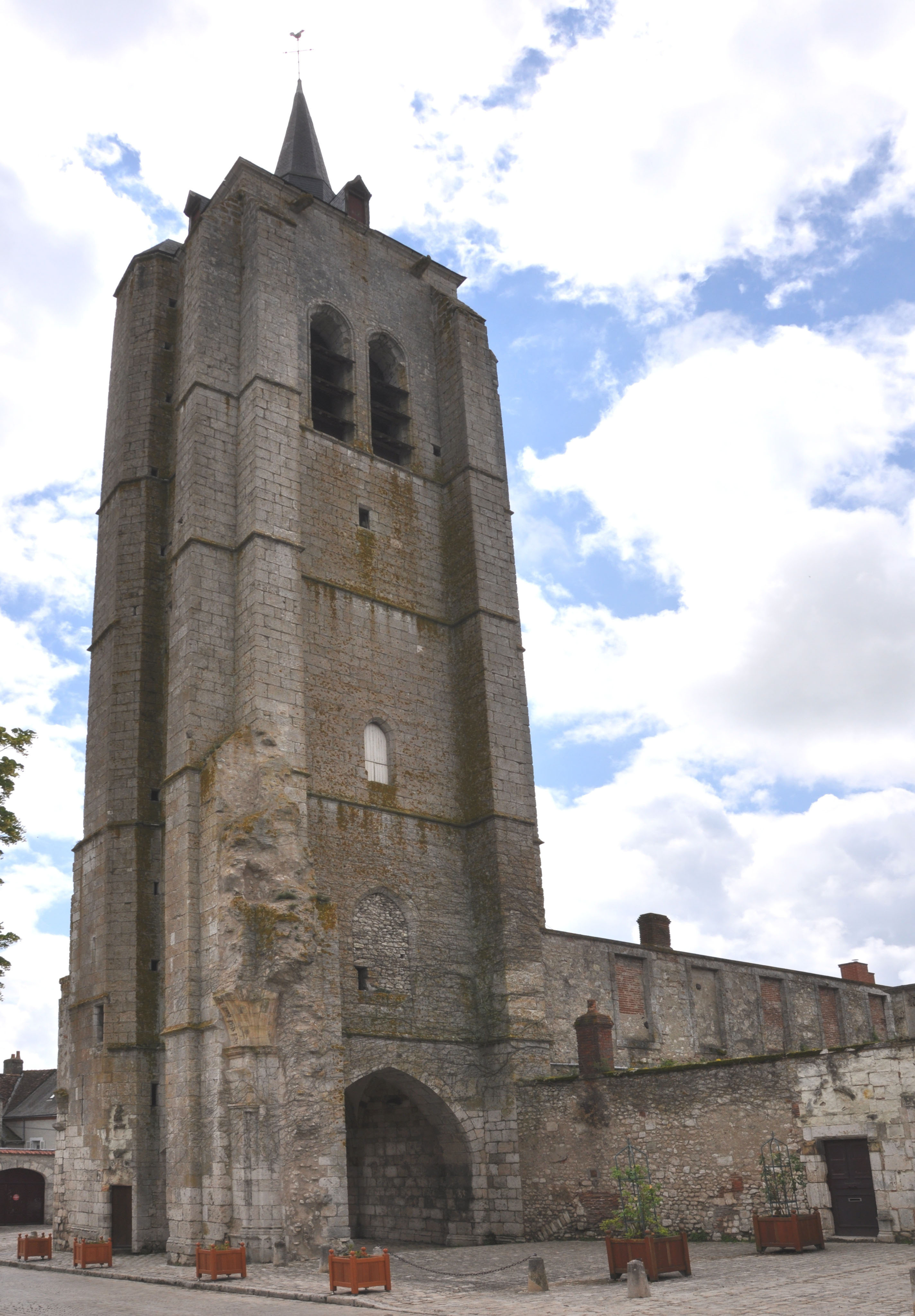
Tour Saint Firmin
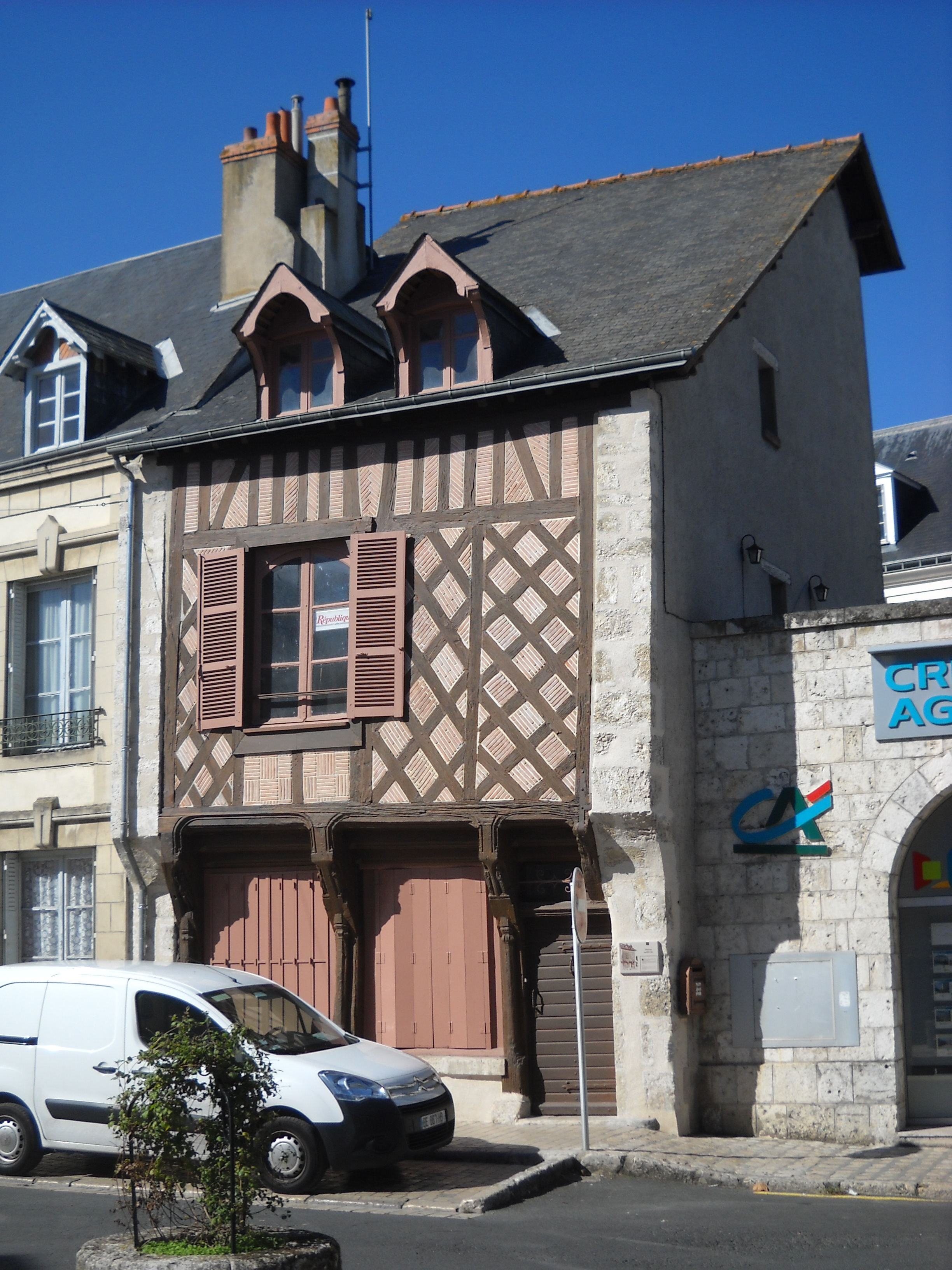
Vakwerkhuis
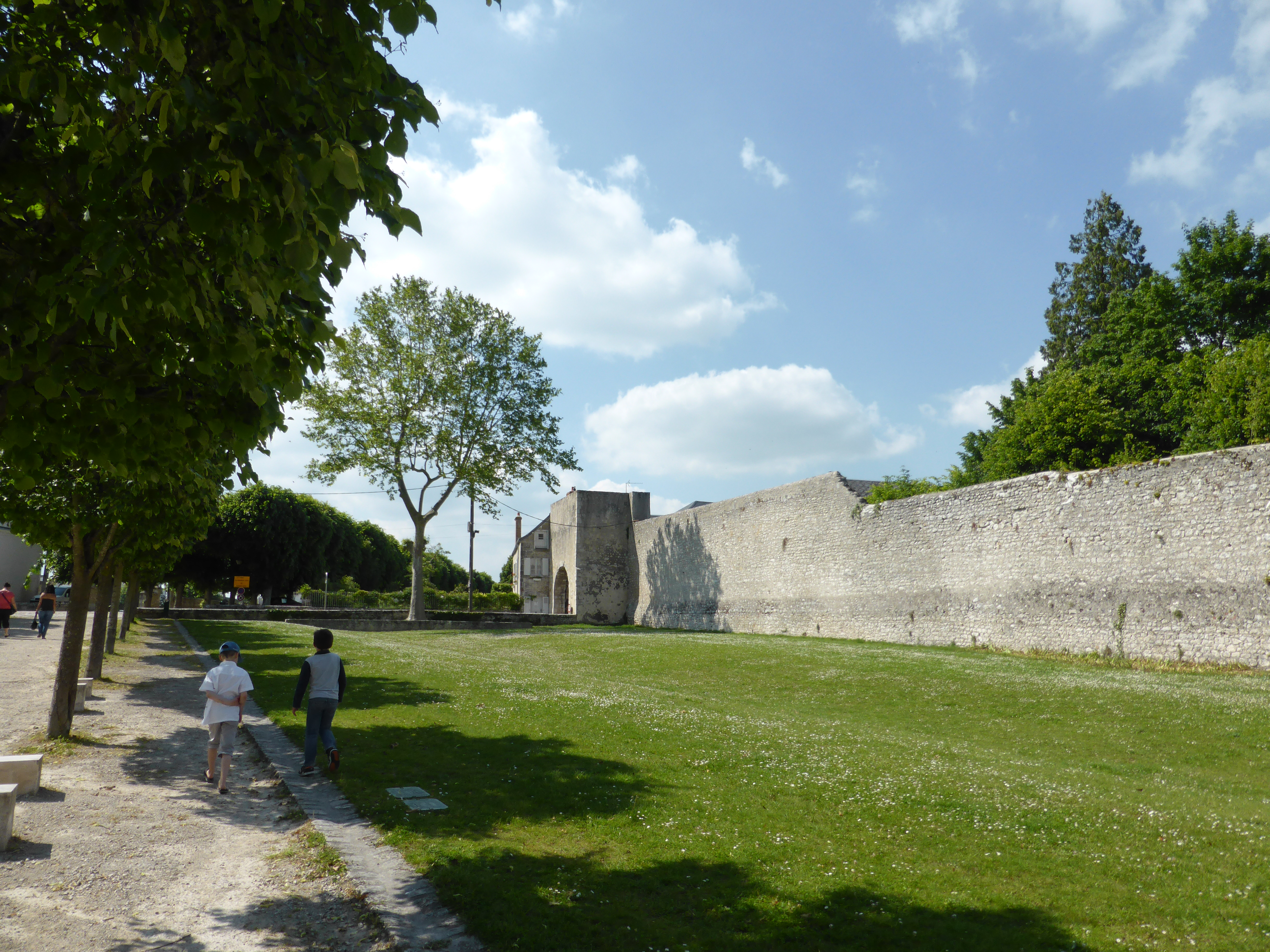
Oude stadsmuren
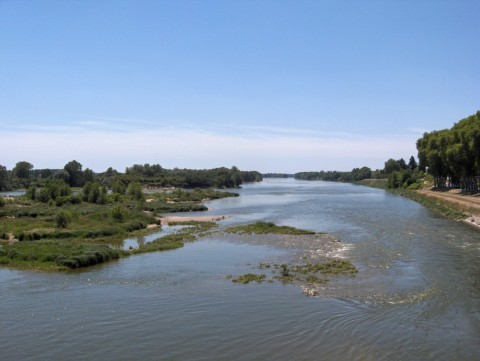
De Loire

## Geboren
- Jacques Charles (1746-1823), natuur- en werktuigbouwkundige
- Herminie Cadolle (1842-1924), feministe en lingerieontwerpster
- Théodore Cahu (1853-1928), schrijver